# 컨트리 음악 협회

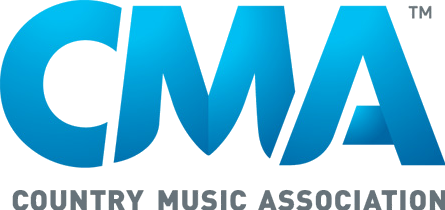
로고

컨트리 음악 협회(Country Music Association, CMA)는 테네시주 내슈빌에 본부를 둔 미국의 컨트리 음악 조직으로, 1958년 설립되었다.

## 같이 보기
- 아카데미 오브 컨트리 뮤직
- 아카데미 오브 컨트리 뮤직 어워드
- 그랜드 올 오프리